# Oltenița
Oltenița város Romániában Călărași megyében, ahol az Argeș folyó a Dunába torkollik. A Duna túlpartján a bolgár Tutrakan város található. Lakossága 2000-ben 31 434 fő volt.

## Története
A város melletti Gumelnița dombon folytatott ásatások során Kr. e. 4. évezredbeli neolitikus település nyomait tárták fel. Az ókorban a település neve Constantiola volt; egyes történészek szerint itt alapították az első dáciai püspökséget.
A város első említése Oltenița néven 1515-ből, Neagoe Basarab idejéből származik. A krími háború során a török csapatok itt keltek át a Dunán, komoly veszteségeket okozva a cári orosz hadseregnek. Az 1877–78-as orosz–török háború során a román csapatok itt keltek át a Dunán, útban a plevnai ütközetbe. Az első világháború alatt itt hatoltak be a német és bolgár csapatok Románia elfoglalására; ezt követően a tutrakani csata a román hadsereg vereségét eredményezte.

## Híres emberek
- Ion Iliescu (* 1930), Románia korábbi államelnöke